# Eobrontosaurus
Genre
Espèce
« Eobrontosaurus » (ce qui signifie « lézard tonnerre de l'aube ») est un nom de genre obsolète de dinosaures herbivores sauropodes géants de la famille des diplodocidés, ayant vécu durant le Jurassique supérieur dans ce qui est maintenant l'Amérique du Nord. 

## Historique
Eobrontosaurus était un sauropode très proche d'Apatosaurus. Il est connu à partir d'un site unique de la formation de Morrison au Wyoming, daté d'il y a environ 155 millions d'années. Il atteignait une taille de 21 mètres de long.
Une révision de la famille des Diplodocidae à laquelle appartient ce genre, conduite en avril 2015 par le paléontologue Emanuel Tschopp et ses collègues a mis en synonymie le genre Eobrontosaurus avec le genre Brontosaurus décrit antérieurement.
L'unique espèce, Eobrontosaurus yahnahpin, décrite par James Filla et Patrick Redman en 1994, d'abord comme un Apatosaurus (Apatosaurus yahnahpin) est donc désormais appelée Brontosaurus yahnahpin.

## Étymologie
La dénomination spécifique provient d'un dérivé de la langue lakota mah-koo yah-nah-pin, « collier de poitrine », en référence à la paire de côtes sternales qui ressemble à une plate de torse composée d'os creux et arborée traditionnellement les membres de la tribu. L'holotype TATE-001, un squelette postcranial relativement complet, fut découvert au Wyoming au sein de la formation de Morrison. Des restes plus fragmentaires furent également associés à cette espèce.
Une première ré-évaluation effectuée en 1998 par Robert T. Bakker le considéra plus primitif, et par conséquent créa la nouvelle dénomination générique Eobrontosaurus, provenant du grec eos, "aube", et Brontosaurus, la dénomination générique originale de l'Apatosaurus excelsus. Il a été avancé que Eobrontosaurus yahnahpin appartenait en fait aux Camarasaurus, bien que cela ait été mis en doute,. Selon Bakker Eobrontosaurus était un membre du groupe des Diplodocidae, et plus précisément des Apatosaurinae.